# Boubaker Ben Yahia
Boubaker Ben Yahia, né le 7 juin 1914 à Gabès et décédé le 13 mars 2001 à Radès, est un pharmacien et universitaire tunisien, le premier professeur universitaire de son pays.

## Biographie

### Jeunesse et études
Boubaker Ben Yahia naît à Gabès, ville du Sud tunisien, le 7 juin 1914. Son père, amine du souk El Laffa (marché des tissus), anime des assemblées (majlis) où se réunissent les érudits de la ville tels que Salem Harzallah et Radhwen Cherif, nommés à Gabès en tant que juges. Se réunissent avec eux des savants et des commerçants d'autres pays, dont les caravanes font une halte aux portes du Sahara, comme les frères Haj Ahmed et Mohamed Allèn, disciples de Mohamed Abduh.
Boubaker Ben Yahia connaît un parcours scolaire atypique : souffrant d'insuffisance respiratoire, il n'intègre l'école primaire que tardivement en raison de ses crises d'asthme à répétition. C'est grâce à l'enseignement des amis de son père qu'il réussit à obtenir son certificat d'études en 1929 puis son brevet en 1933, ce qui lui permet d'intégrer le lycée Carnot de Tunis et d'obtenir son baccalauréat en 1938. Il revient alors à Gabès pour y enseigner à l'école primaire d'El Hamma pendant une année.
Ayant compris que sa vocation est ailleurs, il reprend ses études en septembre 1939 en intégrant l'université d'Alger, où il obtient son diplôme de pharmacien en juin 1944. Son professeur, le docteur Monnet, lui propose d'assurer les travaux pratiques de chimie végétale.
C'est au cours de ces années algéroises qu'il trouve sa voie comme enseignant et chercheur. Durant la Seconde Guerre mondiale, il est appelé à trouver dans la pharmacopée traditionnelle des remèdes pour les grands brûlés des bombardements en raison de la pénurie de médicaments à l'hôpital d'Alger. C'est pour lui l'occasion d'apprécier l'efficacité des plantes médicinales dont il avait lui-même préparé des cataplasmes et de réussir à soulager ces grands brûlés.

### Chercheur
De retour en Tunisie, il intègre l'Institut des hautes études de Tunis, créé par décret le 1er octobre 1945. Il y enseigne pendant 27 ans. Il y crée le laboratoire de chimie végétale où il dirige des travaux sur les plantes médicinales tunisiennes en collaboration avec les laboratoires de biologie physicochimique d'Orsay, de chimie biologique de Paris et l'Institut Rockefeller de Paris en vue de leur culture en Tunisie.
Ses recherches sur les plantes le mènent vers les figures emblématiques de la médecine arabo-islamique, notamment vers les écrits anciens d'Avicenne, d'Ibn Al Jazzar et d'Isaac Israeli ben Salomon. Il adopte une approche historique et s'investit en particulier dans l'histoire des sciences en tout en interprétant des concepts sociaux, religieux et philosophiques. Ses études sont axées en particulier sur la contribution tunisienne au progrès de la science islamique, elle-même considérée comme un chaînon de la science mondiale pour démontrer que ce qui jusque-là était considéré par l'Europe comme une période de stagnation du savoir correspondait en fait à une transition essentielle de la médecine grecque vers la médecine moderne ; c'est ce qu'il appelle « période arabe et islamique des sciences ». 
Cette notion lui vaut d'être invité au Palais de la découverte en 1952 pour présenter une conférence sur le sujet ; Eugène-Humbert Guitard (1955), père de l'histoire de la pharmacie, confirme la valeur des travaux de Ben Yahia dans un article paru dans la Revue d'histoire de la pharmacie. La notion de « période arabe des sciences » est définitivement établie par le fait de sa parution dans l'encyclopédie de l'Histoire générale des sciences dont Boubaker Ben Yahia est le coauteur.
Il est le premier Arabe et Africain à être entré à l'Académie internationale d'histoire des sciences en 1950 et à la Société d'histoire de la pharmacie en 1951. Il participe à plusieurs congrès internationaux.

### Pharmacien
Boubaker Ben Yahia est également le pharmacien de Radès, faisant partie de la première cuvée de pharmaciens tunisiens avec Ali Bouhajeb, Nourredine Zaouche, Jelloul Ben Cherifa, Khelil El Materi et Abderrahman Dziri. En 1944, il est réquisitionné pour prendre en charge l'officine abandonnée par sa propriétaire italienne expulsée. C'est à Radès qu'il exerce tout au long de ses 57 années d'activité. 

## Publications
- « Les écrivains arabes dans les domaines pharmaceutiques », Revue de la pharmacie arabe, no 1, 1981
- « La médecine des pauvres », Actes du  XVIIIe congrès international d'histoire des sciences, Bucarest, 1981
- « Dix siècles de médecine en Tunisie », Conférences France-Culture, 1967
- « Le renouveau scientifique dans les pays musulmans », Encyclopédie de l'histoire générale des sciences, tome III « La science contemporaine », vol. II « Le XXe siècle », Presses universitaires de France, Paris, 1964
- « La science dans les pays musulmans à partir de 1450 », Encyclopédie de l'histoire générale des sciences, tome IV, 1964
- « Renaissance tardive de la science arabe », Conférence de l'Institut des hautes études de Belgique, Bruxelles, 1963
- « Avicenne médecin : sa vie, son œuvre », Revue d'histoire des sciences et de leurs applications, vol. 5, no 4, 1962
- « Ashaikh at Tûnusi et son dictionnaire médical », 9e congrès international d'histoire des sciences, Ithaca, Philadelphie, 1962
- Le Continent de Rhazès : Une étude, Institute for Simulation and Interprofessional Studies, Seattle, 1959
- « L'autorité des Anciens Grecs chez les médecins de la période arabe », Actes du congrès international d'histoire de la médecine, Montpellier, 1958
- « La science au XVIe siècle », Colloque international de Royaumont, 1957
- « Constantin l'Africain et l'école de Salerne », Les Cahiers de Tunisie, premier trimestre 1955, no 9
- « Les origines arabes du De Melancholia de Constantin l'Africain », Revue d'histoire des sciences et de leurs applications, tome 7, no 2, 1954, p. 156-162
- « Essai de classifications de la littérature pharmaceutique arabe », Congrès international d'histoire de la pharmacie, Rome, 1954
- « Falsification et contrôle des médicaments pendant la période islamique », Actes du septième congrès d'histoire des sciences, Jérusalem, 1953
- « Aperçu sur la période arabe de l'histoire », Conférences du Palais de la découverte, 8 novembre 1952 - Série D, no 19
- « Ibrahim ibn Abi Said et ses tableaux synoptiques », Congrès de l'AFAS, Tunis, 1951
- « Contribution des médecins arabes au progrès des sciences pharmacologiques », Actes du congrès de l'AFAS, 1951